# Vichai Srivaddhanaprabha

Vichai Srivaddhanaprabha (2010)

Vichai Srivaddhanaprabha (thailändisch: วิชัย ศรีวัฒนประภา; RTGS: Wichai Siwatthanaprapha, bis 2012 Vichai Raksriaksorn, thailändisch: วิชัย รักศรีอักษร; RTGS: Wichai Raksi-akson; geboren am 5. Juni 1958 in Bangkok; gestorben am 27. Oktober 2018 in Leicester, Vereinigtes Königreich) war ein thailändischer Unternehmer und Gründer von King Power Duty Free, einer internationalen Gruppe von Duty-Free-Shops. Der Milliardär Vichai war seit 2010 Eigentümer des in der englischen Premier League spielenden Leicester City Football Clubs.

## Unternehmer
Vichai war der Gründer und Chief Executive Officer (CEO) von King Power Duty Free, einem Betreiber von Duty-Free-Shops. Das Unternehmen ging aus einem von ihm 1989 im Zentrum von Bangkok eröffneten Duty-Free-Shop hervor, bis zur Jahrtausendwende war Vichai nur ein mittelständischer Unternehmer. Durch die Regierung Thaksin Shinawatra wurde King Power mit der Vergabe einer Exklusivlizenz für den Duty-Free-Handel am neugebauten Flughafen Bangkok-Suvarnabhumi und einer Konzession für den gesamten Einzelhandel auf dem Flughafen begünstigt, die noch bis Ende 2020 gelten soll. Im Dezember 2009 wurde King Power von König Bhumibol Adulyadej in einer feierlichen Zeremonie, in der Srivaddhanaprabha das Unternehmen vertrat, zum Hoflieferanten ernannt. Diese Auszeichnung wird in Thailand an Unternehmen verliehen, die in außergewöhnlichem Maß zur wirtschaftlichen und sozialen Entwicklung des Landes beigetragen haben.
Das Wirtschaftsmagazin Forbes zählte Vichai im Jahr 2015 erstmals zu den 10 reichsten Thailändern. Im Juni 2018 schätzte es sein Vermögen auf 5 Milliarden US-Dollar, womit er auf der Liste der reichsten Thailänder auf dem fünften und weltweit auf dem 388. Platz lag.

## Fußball
Vichai Srivaddhanaprabha gehörte mit seinem Sohn Aiyawatt zu einem Konsortium asiatischer Investoren, das im August 2010 den in der zweithöchsten englischen Spielklasse spielenden Fußballverein Leicester City für einen Preis von 39 Millionen britischen Pfund kaufte. Im Februar 2011 übernahm er von Milan Mandarić das Amt des Präsidenten des Vereins, Aiyawatt wurde stellvertretender Präsident. Im Juli 2011 wurde das zuvor nach dem britisch-irischen Lebensmittelhersteller Walkers benannte Fußballstadion von Leicester City in King Power Stadium umbenannt. Vichai erfreute sich bei den Fans von Leicester City großer Beliebtheit.
Aus Anlass des Gewinns der englischen Fußballmeisterschaft in der Saison 2015/16 schenkte Vichai kurz vor Beginn der Saison 2016/17 19 Spielern einen BMW i8 mit Sonderlackierung in der Vereinsfarbe Blau im Wert von jeweils 100.000 britischen Pfund.
Im Mai 2017 erwarb Vichai durch seine Unternehmensgruppe seinen zweiten Fußballverein, den belgischen Zweitligisten Oud-Heverlee Löwen.

## Polo

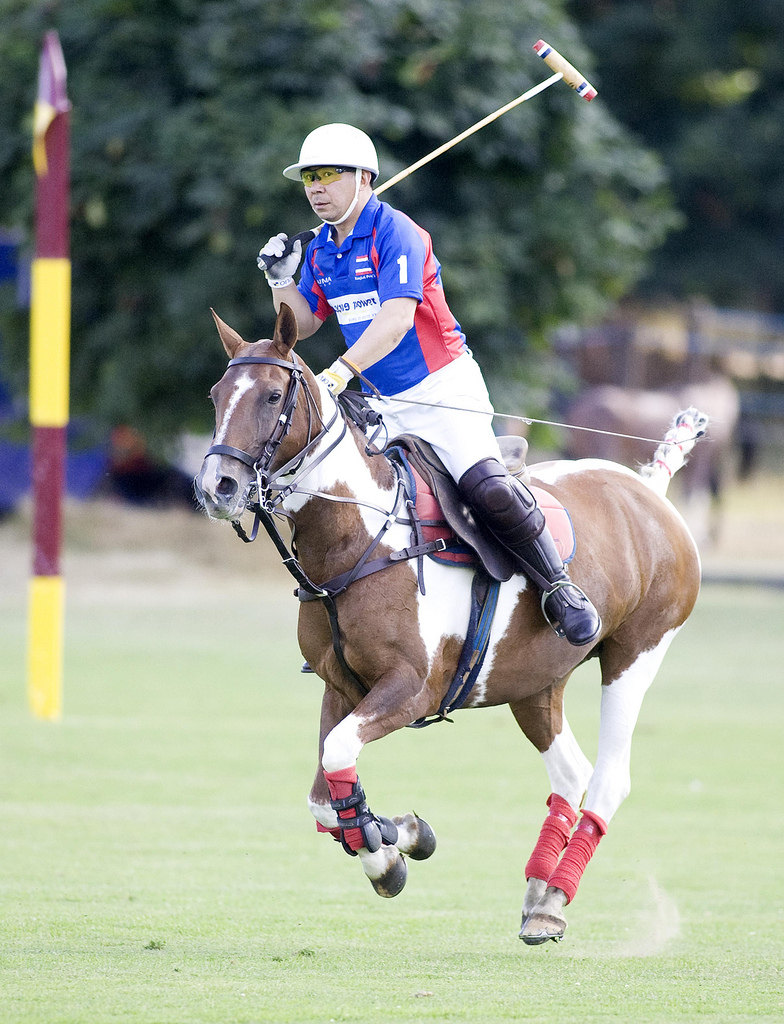
Vichai Raksriaksorn beim Polospiel im Ham Polo Club (2010)

In seiner Freizeit war Vichai Srivaddhanaprabha ein leidenschaftlicher Polospieler. Von 2008 bis 2012 war er Ehrenpräsident des Ham Polo Clubs in London. Mit Hilfe von Profis aus Argentinien machte er das King Power Team zu einem der besten Polo-Teams in Großbritannien. Er spielte in Polo-Turnieren auch mit Prinz Charles und Prinz William. Vichai war Eigentümer des VR Polo Clubs in Bangkok und Förderer des Polo in Thailand. Die Thai Polo Association befindet sich im King Power Complex.

## Privatleben
Vichai Srivaddhanaprabha wurde als Kind einer Familie chinesischstämmiger Thailänder geboren. Er war bis zu seinem Tod mit Aimon Srivaddhanaprabha verheiratet, das Ehepaar hatte zusammen vier Kinder. Der Sohn Aiyawatt wurde in mehreren Unternehmen seines Vaters zu dessen Stellvertreter. 2012 verlieh der König von Thailand, Bhumibol Adulyadej, der Familie Raksriaksorn den neuen Namen Srivaddhanaprabha. Der Name bedeutet in der thailändischen Sprache Licht der zunehmenden Herrlichkeit. Familien, die sich um das Königreich oder die königliche Familie verdient gemacht haben, einen neuen Familiennamen zu verleihen, ist eine von König Rama VI. Anfang des 20. Jahrhunderts begründete Tradition.
Vichai war ein enger Freund des Politikers Newin Chidchob, ehemaliger Chef der Bhumjaithai-Partei und seit 2009 Eigentümer und Präsident des thailändischen Fußballvereins Buriram United. King Power ist auch ein Hauptsponsor bei Buriram United.
Am 27. Oktober 2018 gegen 20:30 Uhr Ortszeit, etwa eine Stunde nach dem Abpfiff eines Heimspiels von Leicester City, startete Vichais Helikopter vom Typ AgustaWestland AW169 wie üblich im Innenraum des King Power Stadiums. Kurz nach dem Abheben stürzte die Maschine auf einen Parkplatz unmittelbar vor dem Stadion und brannte aus. Vichai und die vier weiteren Insassen kamen dabei ums Leben.